# Biblioteca Medicea Laurenziana

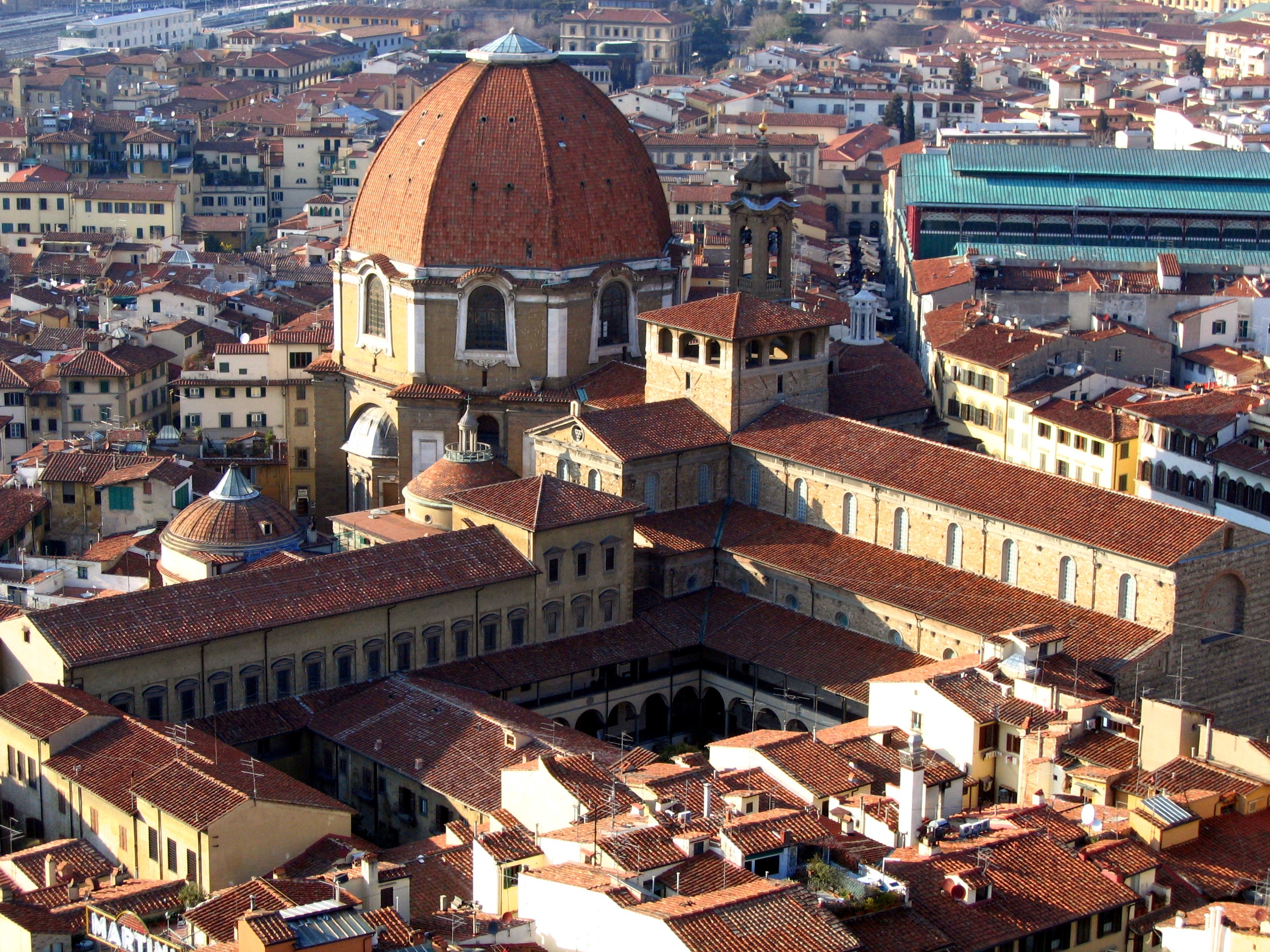
Biblioteca Medicea Laurenziana kan identifieras av den långa fönsterraden ovanför klostret som sträcker sig till vänster på bilden. Den högre strukturen med två fönsterrader, omedelbart till höger, är absiden byggd av Bartolomeo Ammanati.

Biblioteca Medicea Laurenziana i Florens är en förvaringsplats med över 11 000 manuskript och 4 500 tidigt tryckta böcker. Biblioteket byggdes vid klostret San Lorenzo under tillsyn av påve Clemens VII. Arkitekturen planerades och byggdes av Michelangelo (1525). Det invigdes 1571 av Cosimo I de' Medici.
Biblioteket utgör ett exempel på manieristisk arkitektur.
Biblioteket bevarar Codex Florentinus på nahuatl, den viktigaste källan till information om aztekernas liv före spanjorernas erövring. Bland andra välkända manuskript i biblioteket kan nämnas de syrianska Rabbula-evangelierna, Codex Amiatinus, som innehåller de tidigaste bevarade manuskripten från den latinska Vulgatabibeln, Codex Squarcialupi, ett viktigt tidigt musikaliskt manuskript samt det fragmentariska Erinnapapyruset som innehåller dikter av en vän till Sapfo.

## Bilder

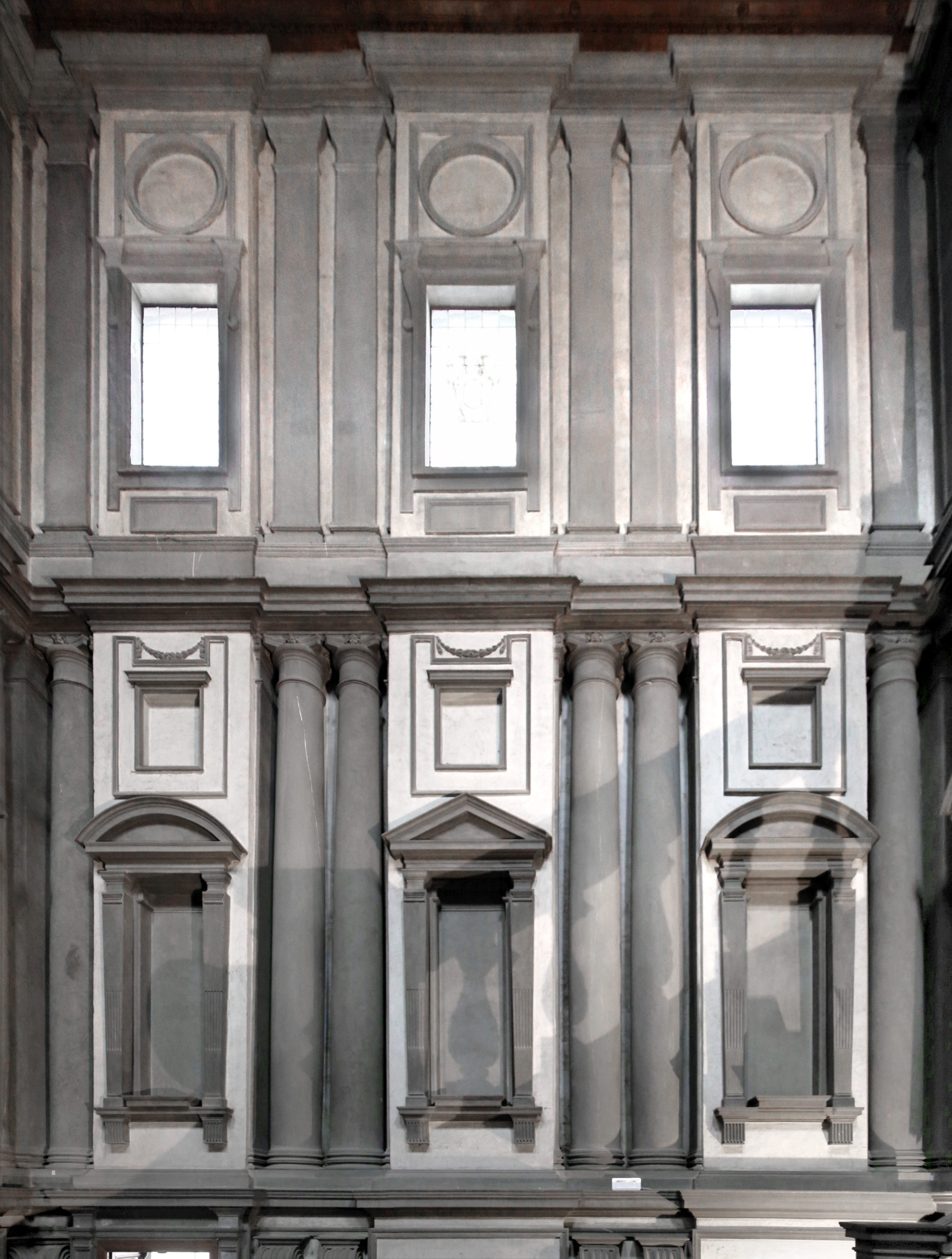
Michelangelos vestibul.
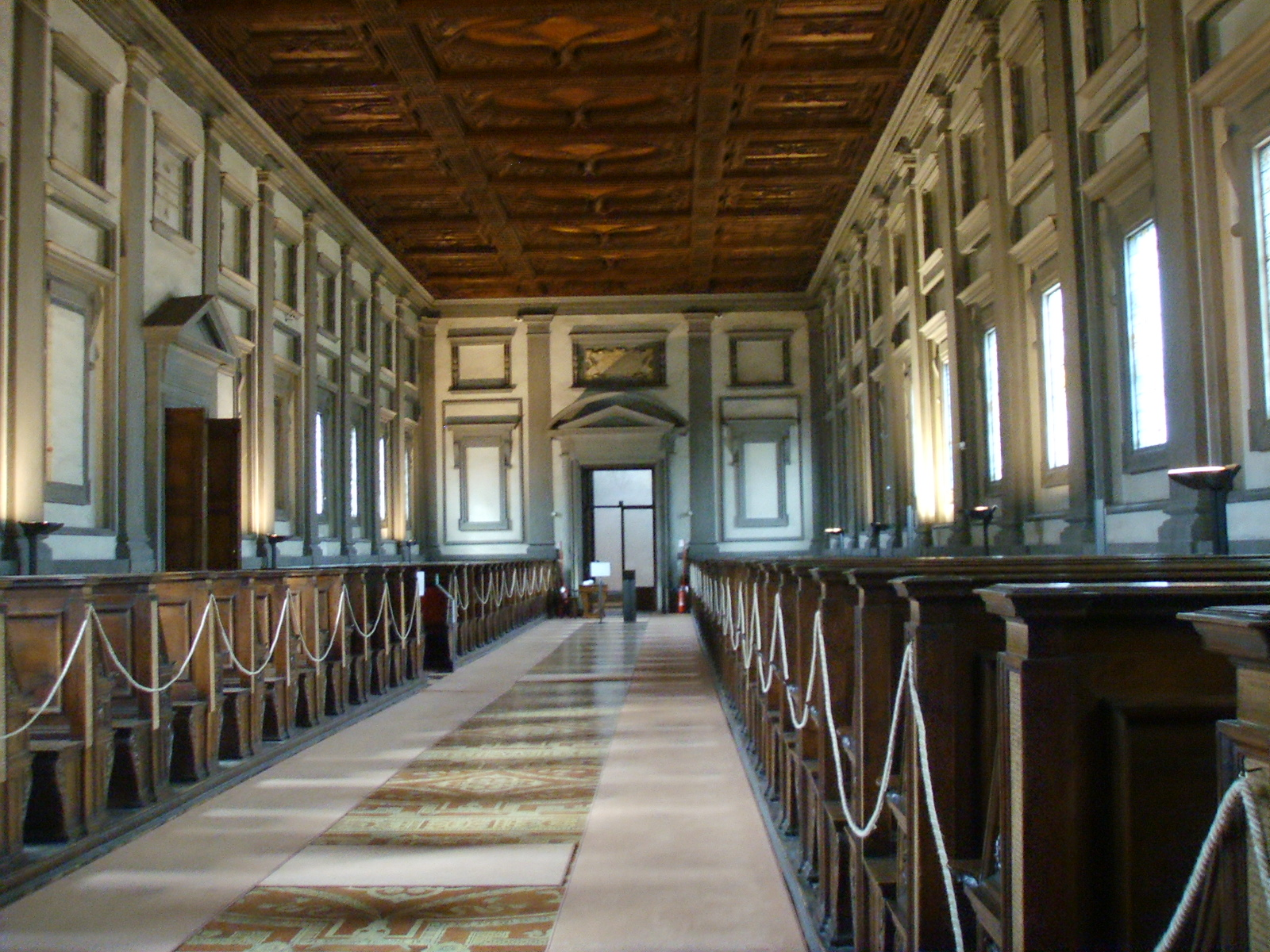
Läsrummet.